# Bahnhof Doberlug-Kirchhain
Der Bahnhof Doberlug-Kirchhain ist ein Kreuzungsbahnhof in der brandenburgischen Doppelstadt Doberlug-Kirchhain im Landkreis Elbe-Elster. Das Bahnhofsgebäude steht seit 2024 unter Denkmalschutz.

## Infrastruktur
Der Bahnhof ist als Turmbahnhof ausgeführt, der die beiden sich kreuzenden Bahnstrecken in zwei Ebenen bedient. Die Bahnstrecke Halle–Cottbus verläuft dabei in West-Ost-Richtung durch den unteren Bahnhofsteil, die Bahnstrecke Berlin–Dresden kreuzt diese im oberen Bahnhofsteil in Nord-Süd-Richtung auf einem 5,27 m hohen Kreuzungsbauwerk im Bereich der Bahnsteige.
Jede der beiden Bahnstrecken verläuft zweigleisig durch den Bahnhof und besitzt an jedem Richtungsgleis einen Bahnsteig:
- Gleis 1 in Richtung Dresden: 206 m Länge, 14/30 cm Höhe
- Gleis 2 in Richtung Berlin: 310 m Länge, 28 cm Höhe
- Gleis 3 in Richtung Halle (Saale): 305,4 m Länge, 55 cm Höhe
- Gleis 4 in Richtung Cottbus: 303,3 m Länge, 55 cm Höhe[2]

Das zwei- bzw. dreigeschossige Bahnhofsgebäude befindet sich auf der Nordwestseite des Kreuzungsbauwerkes und bietet direkten Zugang zu den Bahnsteigen der Gleise 1 und 3. Die Bahnsteige der Gleise 2 und 4 sind über Treppen und Aufzüge über das Kreuzungsbauwerk erreichbar. Die Bahnsteige an den Gleisen 1 und 3 besitzen Bahnsteigüberdachungen.

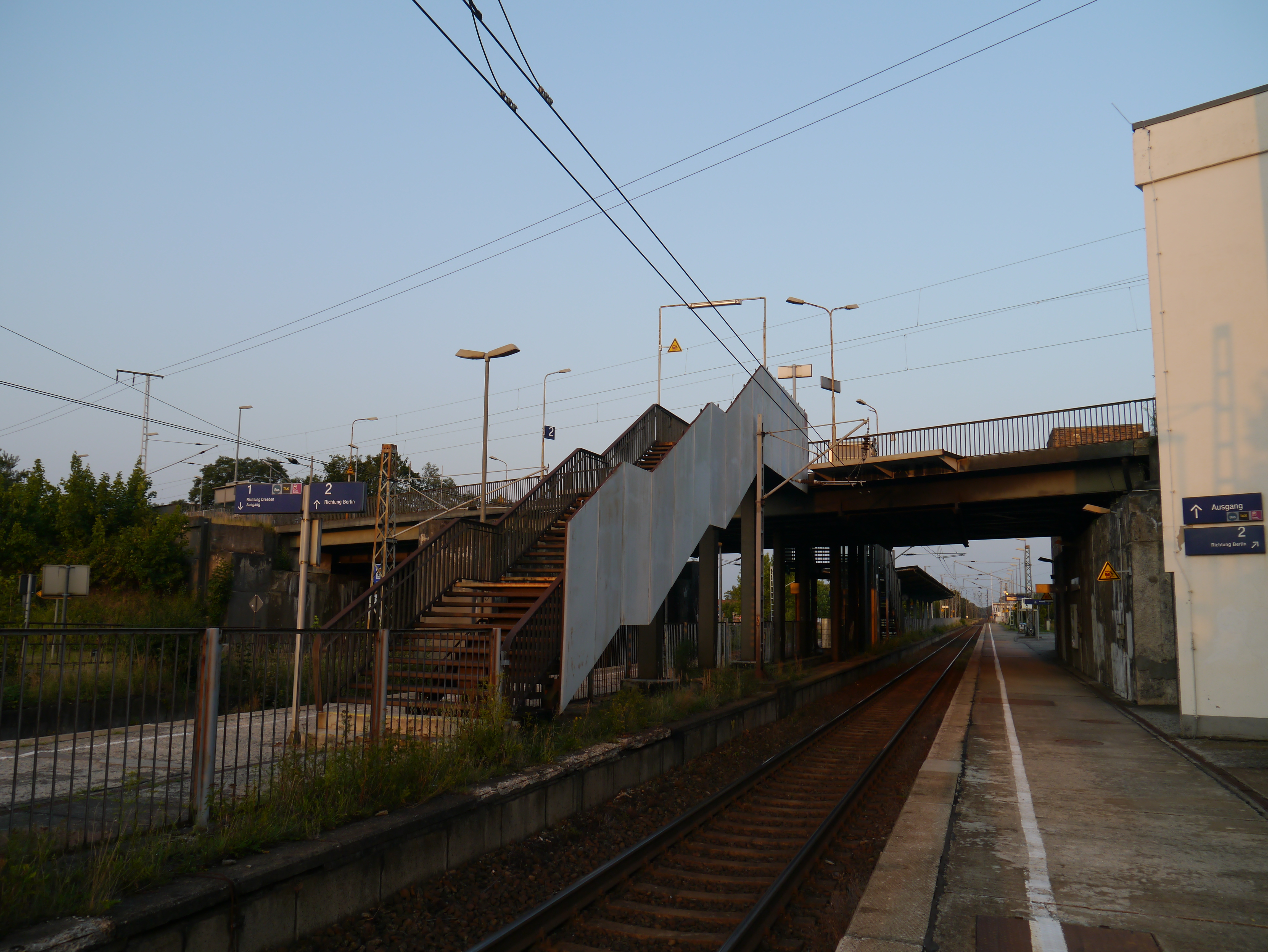
Blick vom Gleis 3 im unteren Bahnhofsteil auf das Kreuzungsbauwerk des oberen Bahnhofsteils

## Geschichte

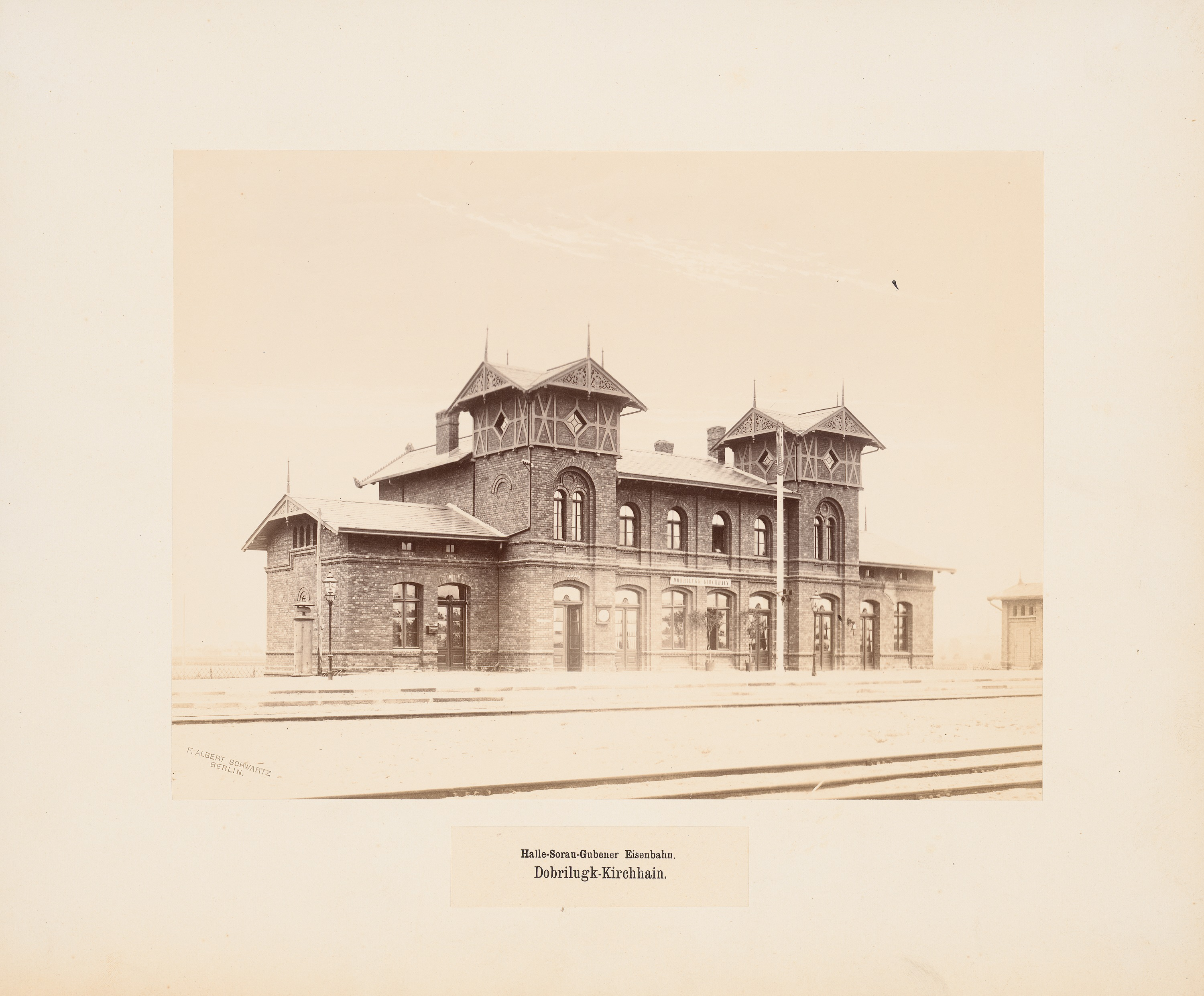
Erster, westlich des heutigen Bahnhofs gelegener, Bahnhof (Dobrilugk-Kirchhain) an der Halle-Sorau-Gubener Eisenbahn

Am 1. Dezember 1871 wurde die Teilstrecke Falkenberg/Elster–Cottbus der 1872 eingeweihten Halle-Sorau-Gubener Eisenbahn fertig gestellt. Dabei entstand auch der Bahnhof Dobrilugk-Kirchhain zwischen den beiden damals eigenständigen Städten. Sein westlich des heutigen Bahnhofs gelegenes Empfangsgebäude ist erhalten geblieben und wird heute Alter Bahnhof genannt. Es wurde bis gegen Ende des 20. Jahrhunderts als Wohngebäude und Bahnmeisterei genutzt.

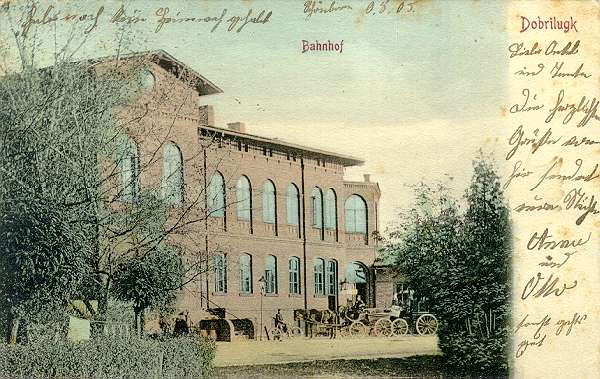
Das heutige Bahnhofsgebäude im Jahr 1905

Am 17. Juni 1875 wurde die Eisenbahnstrecke Berlin–Dresden eröffnet und dabei am Kreuzungspunkt zur Strecke (Leipzig–)Falkenberg/Elster–Cottbus der heutige Turmbahnhof errichtet. 1890 beziehungsweise 1909 wurden die beiden Strecken zweigleisig ausgebaut und von 1980 bis 1989 elektrifiziert. Ein dezentrales Bahnstromumformerwerk an der Bahnbrücke in Richtung Frankena versorgte Teilabschnitte beider Strecken mit Elektrizität. Ferner war es als untergeordnete Leitstelle der ZES Berlin mit einer Schaltwarte versehen. Es wurde nach 27 Jahren Betrieb im Juli 2008 heruntergefahren und durch ein modernes Umrichterwerk ersetzt. In den 1980er Jahren war geplant, den Bahnhof zu einem Knotenpunkt mit mehreren Gleisen pro Strecke auszubauen, verbreiterte Widerlager an der Kreuzungsbrücke sind Zeugnis davon. Nach der politischen Wende ist diese Planung jedoch nicht umgesetzt worden.
Heute gehört Doberlug-Kirchhain (Bahnhofsnummer 1240) zur Preisklasse 4. Er wurde im Jahre 2007 barrierefrei umgebaut.
Im Zuge des Ausbaus der Bahnstrecke Berlin–Dresden wird das Kreuzungsbauwerk inklusive aller Bahnsteige und Zugänge neu errichtet werden. Statt des Mittelbahnsteiges am Gleis 4 im unteren Bahnhofsteil wird dabei ein Außenbahnsteig errichtet werden und alle Bahnsteige werden Wetterschutzhäuser erhalten. Zwei Anbauten am Bahnhofsgebäude werden rückgebaut werden. Die Strecke Berlin–Dresden wird im Bahnhofsbereich auf ca. 6 km Länge für eine Geschwindigkeit bis 200 km/h ertüchtigt werden. Im Februar 2023 fand dazu eine Bürgerbeteiligung statt. Die Inbetriebnahme der erneuerten Strecke ist für 2029 vorgesehen.

## Verkehrsanbindung
| Linie                    | Linienverlauf | Takt (min)                                      | EVU              |
| ------------------------ | --- | ----------------------------------------------- | ---------------- |
| RJ 257                   | Vindobona Graz Hbf – Wien Hbf – Brno hl.n. – Praha-Holešovice – Bad Schandau – Dresden Hbf – Elsterwerda – Doberlug-Kirchhain – Berlin Südkreuz – Berlin Hbf (– Berlin-Charlottenburg) | 1 Zugpaar                                       | ÖBB              |
| IC 17                    | (Chemnitz – Freiberg (Sachs) –) Dresden – Dresden-Neustadt – Elsterwerda – Doberlug-Kirchhain – Berlin Südkreuz – Flughafen BER – Berlin Hbf – Berlin Gesundbrunnen – Oranienburg – Neustrelitz – Rostock (– Warnemünde) | 120 Dresden–Rostock 2 Zugpaare Chemnitz–Dresden | DB Fernverkehr   |
| RE 8                     | Berlin Hbf – Berlin Potsdamer Platz – Berlin Südkreuz – Berlin-Lichterfelde Ost – Blankenfelde – Dahlewitz – Rangsdorf – Dabendorf – Zossen – Wünsdorf-Waldstadt – Neuhof – Baruth – Klasdorf-Glashütte – Golßen – Drahnsdorf – Luckau-Uckro – Walddrehna – Finsterwalde (Niederlausitz) / Doberlug-Kirchhain – Rückersdorf – Hohenleipisch – Elsterwerda                                                                                   | 120                                             | ODEG             |
| RE 10                    | Leipzig Hbf – Taucha – Eilenburg – Torgau – Beilrode – Falkenberg (Elster) – Doberlug-Kirchhain – Finsterwalde (Niederlausitz) – Calau (Niederlausitz) – Cottbus Hbf – Cottbus-Sandow – Cottbus-Merzdorf – Cottbus-Willmersdorf Nord – Teichland – Peitz Ost – Jänschwalde – Jänschwalde Ost – Kerkwitz – Guben – Coschen – Wellmitz – Neuzelle – Eisenhüttenstadt – Ziltendorf – Wiesenau – Kraftwerk Finkenheerd – Frankfurt (Oder)       | 120                                             | DB Regio Nordost |
| RB 43                    | Frankfurt (Oder) – Kraftwerk Finkenheerd – Wiesenau – Ziltendorf – Eisenhüttenstadt – Neuzelle – Wellmitz – Coschen – Guben – Kerkwitz – Jänschwalde Ost – Jänschwalde – Peitz Ost – Teichland – Cottbus-Willmersdorf Nord – Cottbus-Merzdorf – Cottbus-Sandow – Cottbus Hbf – Kolkwitz Süd – Calau (Niederlausitz) – Gollmitz – Finsterwalde (Niederlausitz) – Doberlug-Kirchhain – Schönborn – Beutersitz – Uebigau – Falkenberg (Elster) | 120                                             | DB Regio Nordost |
| Stand: 15. Dezember 2024 | |                                                 |                  |

Seit Mitte Juni 2020 wird der Bahnhof vom internationalen Fernzug „Vindobona“ bedient, welcher zwischen Berlin und Graz über Prag verkehrt.

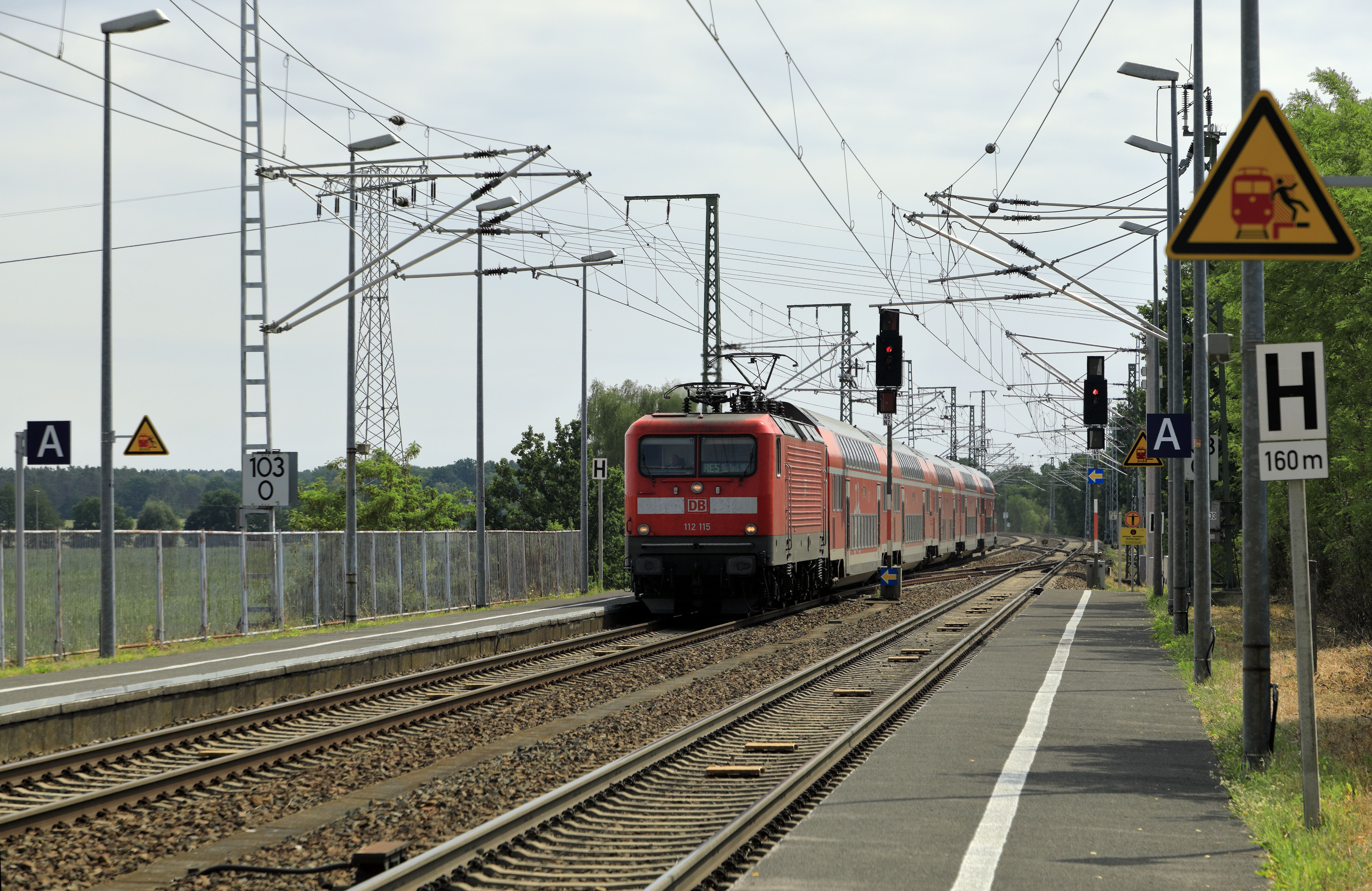
Ein Regional-Express der Linie RE 5 (Elsterwerda–Rostock Hbf) im Bahnhof Doberlug-Kirchhain auf Gleis 2 in Richtung Rostock

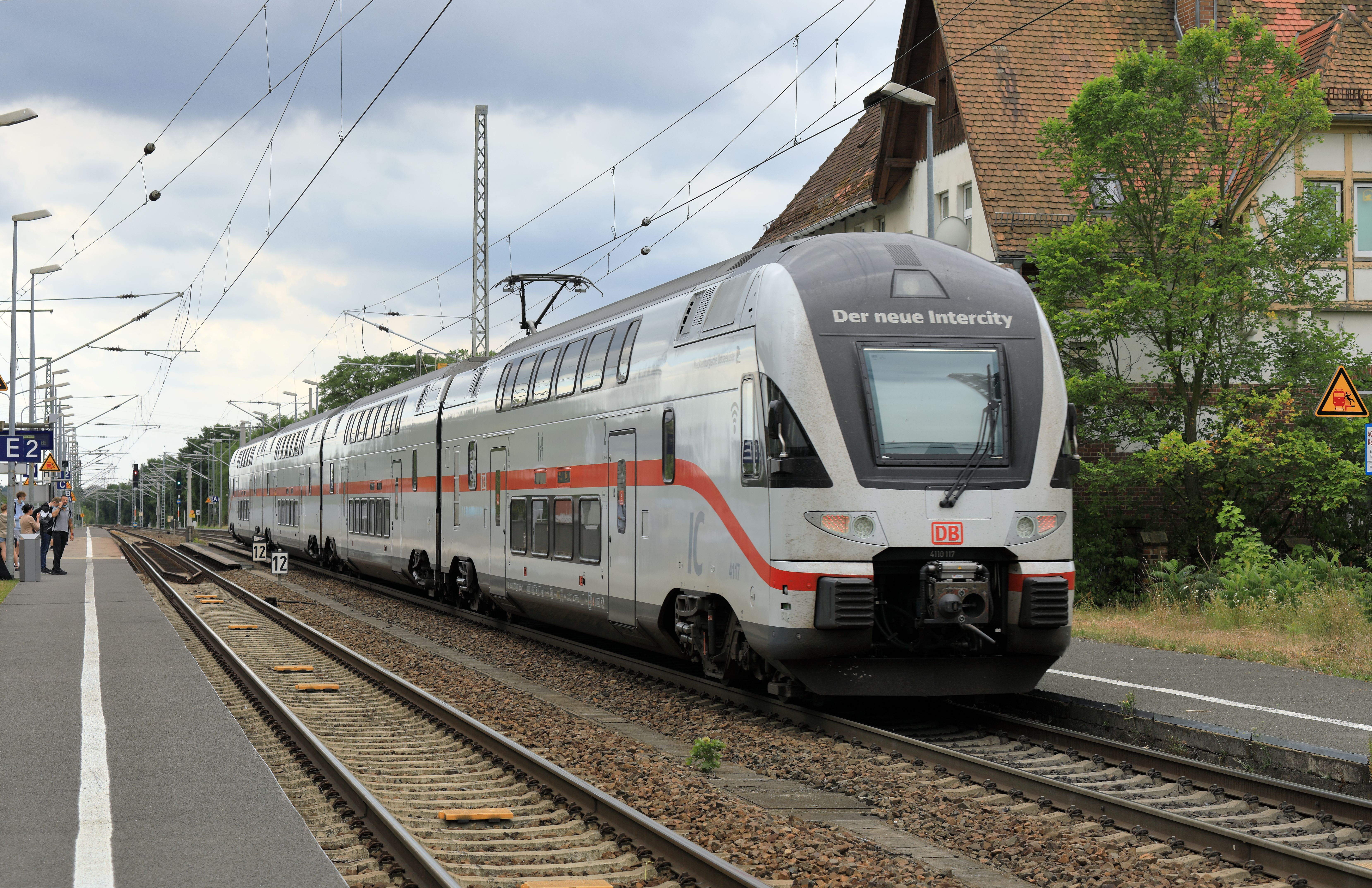
Ein IC 2 der Deutschen Bahn auf der Linie IC 17 (Dresden Hbf–Warnemünde) im Bahnhof Doberlug-Kirchhain auf Gleis 1 in Richtung Dresden